# Temporada da WTA de 1981
O WTA Tour de 1981 foi a décima primeira temporada desde a fundação da Women's Tennis Association. Começou em 12 de janeiro de 1981 e terminou em 20 de dezembro de 1981. A "Avon Championships World Championship Series" foi a turnê de elite do tênis feminino profissional organizado pela WTA. O ano foi dividido em duas turnês patrocinadas, com os primeiros três meses patrocinados como "Avon Series" e a última parte como "Toyota Series". Incluiu os quatro torneios do Grand Slam e uma série de outros eventos. Os torneios da ITF não faziam parte do tour, embora concedessem pontos para o WTA World Ranking.

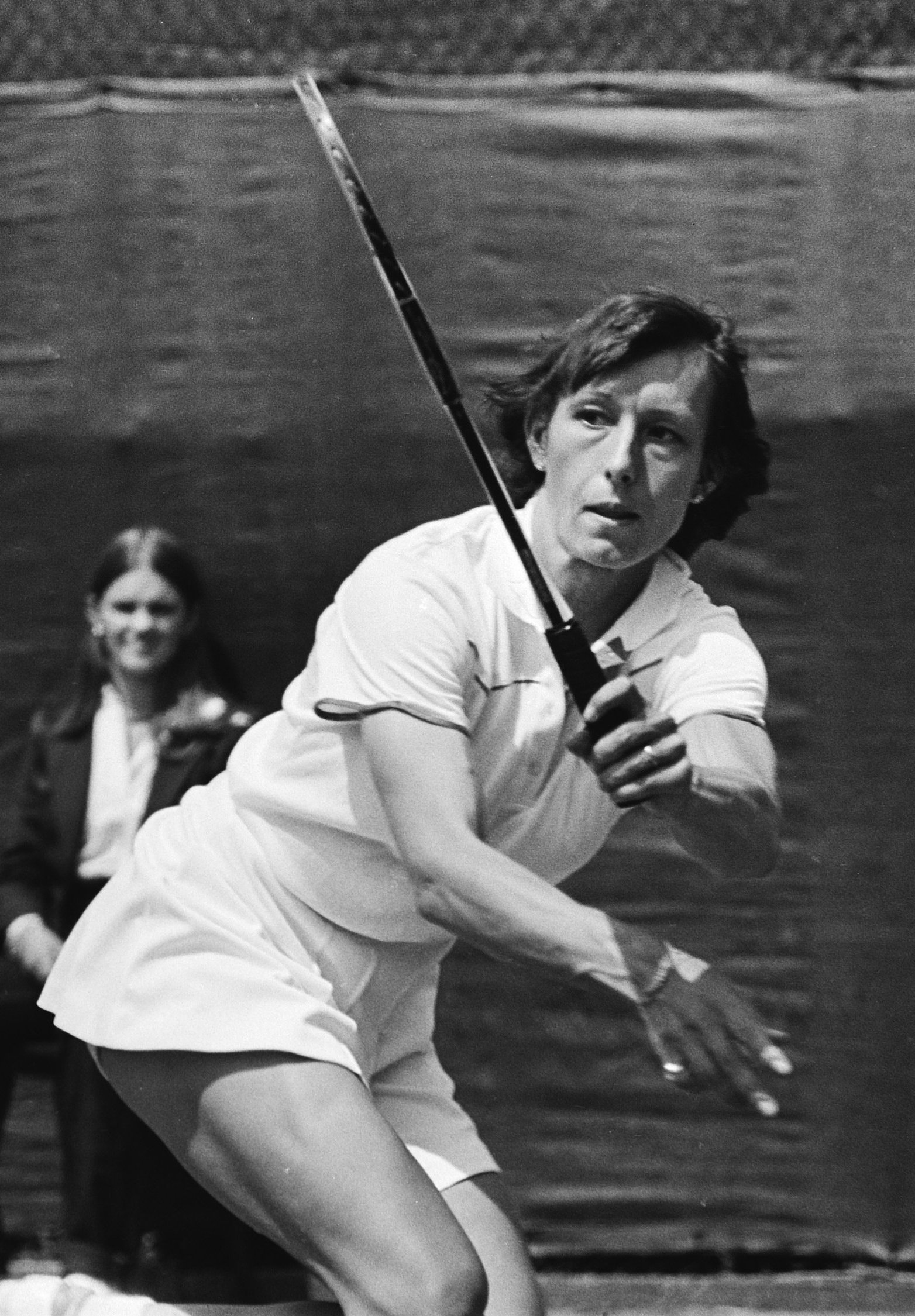
Martina Navratilova ganhou 10 títulos na temporada.

## Ranking de final de ano
Lista das 20 primeiras do ranking de final de ano da WTA de 1981 (31 de dezembro de 1981) - Agregado simples e duplas:
| Ranking de simples de final de ano | Ranking de simples de final de ano | Ranking de simples de final de ano | Ranking de simples de final de ano | Ranking de simples de final de ano |
| ---------------------------------- | ---------------------------------- | ---------------------------------- | ---------------------------------- | ---------------------------------- |
| Nº                                 | Jogadora                           | Pontos                             | 1980                               | F                                  |
| 1                                  | Chris Evert (USA)                  | 17.542                             | 1                                  | Estável                            |
| 2                                  | Tracy Austin (USA)                 | 16.486                             | 2                                  | Estável                            |
| 3                                  | Martina Navratilova (USA)          | 15.710                             | 3                                  | Estável                            |
| 4                                  | Andrea Jaeger (USA)                | 13.107                             | 7                                  | 3                                  |
| 5                                  | Hana Mandlíková (TCH)              | 11.234                             | 4                                  | 1                                  |
| 6                                  | Sylvia Hanika (FRG)                | 9.620                              | 14                                 | 8                                  |
| 7                                  | Pam Shriver (USA)                  | 9.594                              | 9                                  | 2                                  |
| 8                                  | Wendy Turnbull (AUS)               | 8.262                              | 8                                  | Estável                            |
| 9                                  | Bettina Bunge (FRG)                | 7.932                              | 19                                 | 10                                 |
| 10                                 | Barbara Potter (USA)               | 7.921                              | 25                                 | 15                                 |
| 11                                 | Mima Jaušovec (YUG)                | 7.823                              | 17                                 | 6                                  |
| 12                                 | Virginia Ruzici (ROU)              | 7.399                              | 11                                 | 1                                  |
| 13                                 | Regina Maršíková (TCH)             | 6.567                              | 18                                 | 5                                  |
| 14                                 | Sue Barker (GBR)                   | 6.405                              | 16                                 | 2                                  |
| 15                                 | Kathy Jordan (USA)                 | 5.957                              | 13                                 | 2                                  |
| 16                                 | Anne Smith (USA)                   | 5.728                              | 24                                 | 8                                  |
| 17                                 | Mary-Lou Piatek (USA)              | 5.199                              | 23                                 | 6                                  |
| 18                                 | Sandy Collins (USA)                | 5.050                              | 36                                 | 18                                 |
| 19                                 | Leslie Allen (USA)                 | 5.034                              | 54                                 | 35                                 |
| 20                                 | Claudia Kohde-Kilsch (FRG)         | 4.846                              | 78                                 | 58                                 |